# Orobanche fuscovinosa
Orobanche fuscovinosa är en snyltrotsväxtart som beskrevs av René Charles Maire. Orobanche fuscovinosa ingår i släktet snyltrötter, och familjen snyltrotsväxter. Inga underarter finns listade i Catalogue of Life.